# SAR 80
SAR 80 (Singapore Assault Rifle 80) je singapurska konvencionalna jurišna puška.

## Povijest i razvoj
Krajem 1960-ih singapurske oružane snage su prihvatile američki AR-15 kao službenu automatsku pušku. Zbog poteškoća prilikom isporuke oružja iz SAD-a, singapurska Vlada je kupila licencu za domaću proizvodnju M16 pušaka kao M16S1. Međutim, za domaću industriju oružja Chartered Industries of Singapore (današnji ST Kinetics) proizvodnja M16S1 zbog ekonomskih razloga nije bila održiva opcija. Razlog tome bila je nemogućnost izvoza pušaka jer je CIS zbog uvjeta ugovora o licenci morao zatražiti dopuštenje od Colta i američkog State Departmenta za izvoznu prodaju. Međutim, ta dozvola se rijetko dodjeljuje.
1976. godine CIS je započeo s razvojem vlastite automatske puške s ciljem opskrbe domaćih oružanih snaga ali i za strano tržište. Kako bi tvrtka uštedjela na vremenu, pozvani su neki od inženjera britanske vojne industrije Sterling Armaments Ltd. U ranim 1970-im Sterlingovi inženjeri su razvili vlastitu 5.56 mm pušku LAR nakon što je britanska tvrtka kupila licencu za poizvodnju američkog AR-18. Budući da Sterling Armaments Ltd. nije mogao podlicencirati AR-18, dizajn LAR-a je postao dostupan singapurskim inženjerima. Kao rezultat toga, SAR 80 je veoma sličan LAR-u s određenim elementima od AR-18.
Prvi prototip singapurske automatske puške je proizveden 1978. a konačni dizajn su odobrile same singapurske oružane snage 1984. pod imenom SAR 80.
Nasljednik ovog oružja je SR 88.

## SAR 80 u singapurskoj vojsci
Prema mnogim stranim izvorima (uključujući i Jane Guns) postoje pogrešna izvješća da je SAR 80 prihvaćen kao standardna automatska puška singapurskih oružanih snaga. Samo oružje je zamišljeno kao zamjena za postojeći M16S1 (singapurska licencna inačica američkog modela M16A1) zbog nižih proizvodnih troškova i pouzdanosti. U konačnici je SAR 80 uveden u sastav naoružanja singapurske vojske u određenoj mjeri dok je M16A1 ostao glavna jurišna puška u vojsci. Razlog tome bila je veća težina SAR 80 te činjenica da je manje "user friendly".
Singapurske oružane snage su nabavile svega 20.000 SAR 80 pušaka a većina je povučena u korist domaće bullpup puške SAR 21 koja je postala novo standardno oružje. Od 2000. godine više se ne objavljuje broj SAR 80 koji se koristi u vojsci te se čuva u zalihama singapurskih policijskih snaga i vojnih logističkih jedinica.

## Korisnici
- Singapur: prihvaćen u singapurskim oružanim snagama 1984. Danas je pohranjen kao rezervno oružje.[2]
- Hrvatska: hrvatske oružane snage.[2]
- Slovenija: slovenske oružane snage.[3]
- Somalija: zemlji je oružje dostavljeno tijekom 1980-ih.[3]

## Vanjske poveznice
- Modern Firearms  Arhivirana inačica izvorne stranice od 19. lipnja 2006. (Wayback Machine)
- Security Arms.com